# Dionizije Dvornić
Dionizije Dvornić (Popovac, 27 aprile 1926 – 30 ottobre 1992) è stato un calciatore jugoslavo, di ruolo attaccante.